# Laurent Porchier
Laurent Porchier, francoski veslač, * 27. junij 1968, Bourg-de-Péage.
Porchier je za Francijo nastopil kot veslač lahkega četverca brez krmarja na Poletnih olimpijskih igrah 2000 v Sydneyju, kjer je francoski čoln osvojil zlato medaljo.
Poleg tega je v svoji karieri osvojil še eno srebrno in tri bronaste medalje na svetovnih prvenstvih.